# HVC in het seizoen 1964/65
Het seizoen 1964/1965 was het 11e jaar in het bestaan van de Amersfoortse betaaldvoetbalclub HVC. De club kwam uit in de Tweede divisie B en eindigde daarin op de 13e plaats. Tevens deed de club mee aan het toernooi om de KNVB beker, hierin werd de club in de eerste ronde uitgeschakeld door Heracles (1–2).

## Wedstrijdstatistieken

### Tweede divisie B
|       | Baronie | BVV   | D.F.C. | Fortuna | 't Gooi | Helmondia '55 | Hermes DVS | Limburgia | LONGA | NOAD  | Roda JC | SVV   | Wilhelmina | Xerxes |
| ----- | ------- | ----- | ------ | ------- | ------- | ------------- | ---------- | --------- | ----- | ----- | ------- | ----- | ---------- | ------ |
| Thuis | 0 – 2   | 0 – 2 | 0 – 2  | 2 – 3   | 2 – 1   | 1 – 2         | 1 – 2      | 3 – 0     | 1 – 1 | 0 – 2 | 2 – 3   | 0 – 1 | 2 – 4      | 2 – 1  |
| Uit   | 3 – 1   | 2 – 1 | 2 – 1  | 2 – 2   | 4 – 0   | 2 – 2         | 3 – 1      | 4 – 1     | 1 – 3 | 1 – 3 | 2 – 4   | 3 – 0 | 2 – 3      | 1 – 1  |

### KNVB beker
| 1e ronde                                    | HVC                | 1 – 2 (0 – 1) | Heracles                                    |
| 4 oktober 1964 Plaats: Amersfoort Birkhoven | Rudi Nijenhuis 74' |               | 37' Hennie van Nee 67' (pen.) Gerrit Pesman |

## Statistieken HVC 1964/1965

### Eindstand HVC in de Nederlandse Tweede divisie B 1964 / 1965
| Stand | Gespeeld | Gewonnen | Gelijk | Verloren | Punten | Doelpunten voor | Doelpunten tegen |
| ----- | -------- | -------- | ------ | -------- | ------ | --------------- | ---------------- |
| 13e   | 28       | 6        | 4      | 18       | 16     | 38              | 59               |

### Topscorers
| #      | Naam              | Goal |
| ------ | ----------------- | ---- |
| 1.     | Ruud Maas         | 11   |
| 2.     | Theo Zuijderwijk  | 6    |
| 3.     | W. van der Lee    | 5    |
| 4.     | Jan ten Braak     | 3    |
| 4.     | Hans van Eeden    | 3    |
| 4.     | Hans van Empelen  | 3    |
| 7.     | Jan van Barneveld | 2    |
| 7.     | Rudi Nijenhuis    | 2    |
| 9.     | Arie van Loenen   | 1    |
| 9.     | Leen van der Lugt | 1    |
| 9.     | G. Pieper         | 1    |
| Totaal | Totaal            | 38   |

| #      | Naam           | Goal |
| ------ | -------------- | ---- |
| 1.     | Rudi Nijenhuis | 1    |
| Totaal | Totaal         | 1    |